# Tupilak
Ved tupilak [Tupilak /tupiˈlɑk/] forstås små mystiske, delvist groteske figurer fra den grønlandske inuitkultur.

## Baggrund
En tupilak er et åndeligt væsen fra den traditionelle grønlandske mytologi. De havde forskellige funktioner såsom at give styrke, vejlede og blev brugt til at angribe en fjende. Tupilakken skulle dog bruges varsomt, for hvis fjenden var stærkere, ville tupilakken vende sig tilbage mod sin afsender, dog må man kun berøre det med tommel- og lillefingeren, ellers mister Tupilakken sin kraft.
Oprindeligt var en tupilak et åndeligt væsen der kunne "fanges" i et stykke materiale. De europæiske hvalfangere hørte om tupilakkerne og ønskede at se dem. Derfor begyndte grønlænderne at lave figurerne der blev brugt til salg. Tupilakken blev sammensat af flere forskellige dele af forskellige grønlandske dyr og andet materiale der kunne findes i naturen, blandt andet: knogler, træ, skind og fjer. Nu fremstilles tupilakken oftest af rensdyrgevir, narhvalstand, hvalrostand, fedtsten og knogler. Tupilakken opfattes nu som værende en genstand mere end den originale forståelse i den grønlandske mytologi, nemlig det at være et åndeligt væsen.

## Åndeligt formål
En sådan tupilak-ånd kunne kaldes til hjælp mod en fjende derved, at en trolddomskyndig åndemaner i hemmelighed gjorde sig en figur af forskellige knogler og andre dyredele, undertiden sågar dele fra menneskelig, hvorefter han indviede den og gjorde den til hjemsted for ånden ved bl.a. at synge tryllesange over den. Denne tupilak sattes derefter ofte i havet, så den selv kunne opsøge fjenden og slå ham ihjel. Dette var imidlertid ikke ganske uden risiko. Havde tupilakkens tilsigtede offer større troldomsevner end tupilakkens skaber, kunne han afværge dens angreb og i stedet sende tupilakken tilbage for at slå ophavsmanden ihjel.

## Turistsouvenir
Det er først i nyere tid, efter at nysgerrige europæere begyndte at udforske Grønland og blev opmærksomme på disse små statuer, at det er blevet en tradition, at man kunstfærdigt udformer sådanne figurer af blivende materialer som træ, knogle og tand. I denne sammenhæng produceres også ofte ikke blot traditionelle tupilakker, men også en række andre figurer fra inuit-mytologien. I dag sælges tupilakken som en eksotisk souvenir til turisterne i Grønland.